# Estación de Selva de Mar
Selva de Mar es un intercambiador entre la L4 del Metro de Barcelona y la T4 del Trambesòs situada en el barrio del Pueblo Nuevo, en el distrito de San Martín de Barcelona.
La estación de Metro, ubicada entre las paradas El Maresme | Fòrum y Poblenou de la L4, está bajo la calle Pujades, entre su intersección con las calles Selva de Mar y Provençals. Por su parte, la estación del Trambesòs, ubicada entre las paradas Fluvià y El Maresme de la T4, está situada sobre la avenida Diagonal, entre su intersección con las calles del Treball y Selva de Mar.

## Historia
La estación de metro se inauguró en 1977 como parte de la Línea IV, en 1982 renombrada como Línea 4. En el momento de su apertura, la estación de metro enlazaba con la línea de autobuses TU, que recorría Badalona hasta el barrio de La Salud.
En 2004 se inauguró la estación de Trambesòs con el primer tramo de la línea T4.

## Líneas y conexiones
| << cabecera   | < estación | línea | estación >          | cabecera >>           |
| ------------- | ---------- | ----- | ------------------- | --------------------- |
| Metro         |            |       |                     |                       |
| Trinitat Nova | Poblenou   |       | El Maresme \| Fòrum | La Pau                |
| Trambesòs     |            |       |                     |                       |
| Verdaguer     | Fluvià     |       | El Maresme          | Estació de Sant Adrià |